# Scotogramma quercii
Scotogramma quercii är en fjärilsart som beskrevs av Emilio Berio 1941. Scotogramma quercii ingår i släktet Scotogramma och familjen nattflyn. Inga underarter finns listade.